# Xysticus nubilus
Xysticus nubilus is een spinnensoort uit de familie van de krabspinnen (Thomisidae).
De wetenschappelijke naam van de soort werd in 1875 gepubliceerd door Eugène Simon.